# Franco Berardi

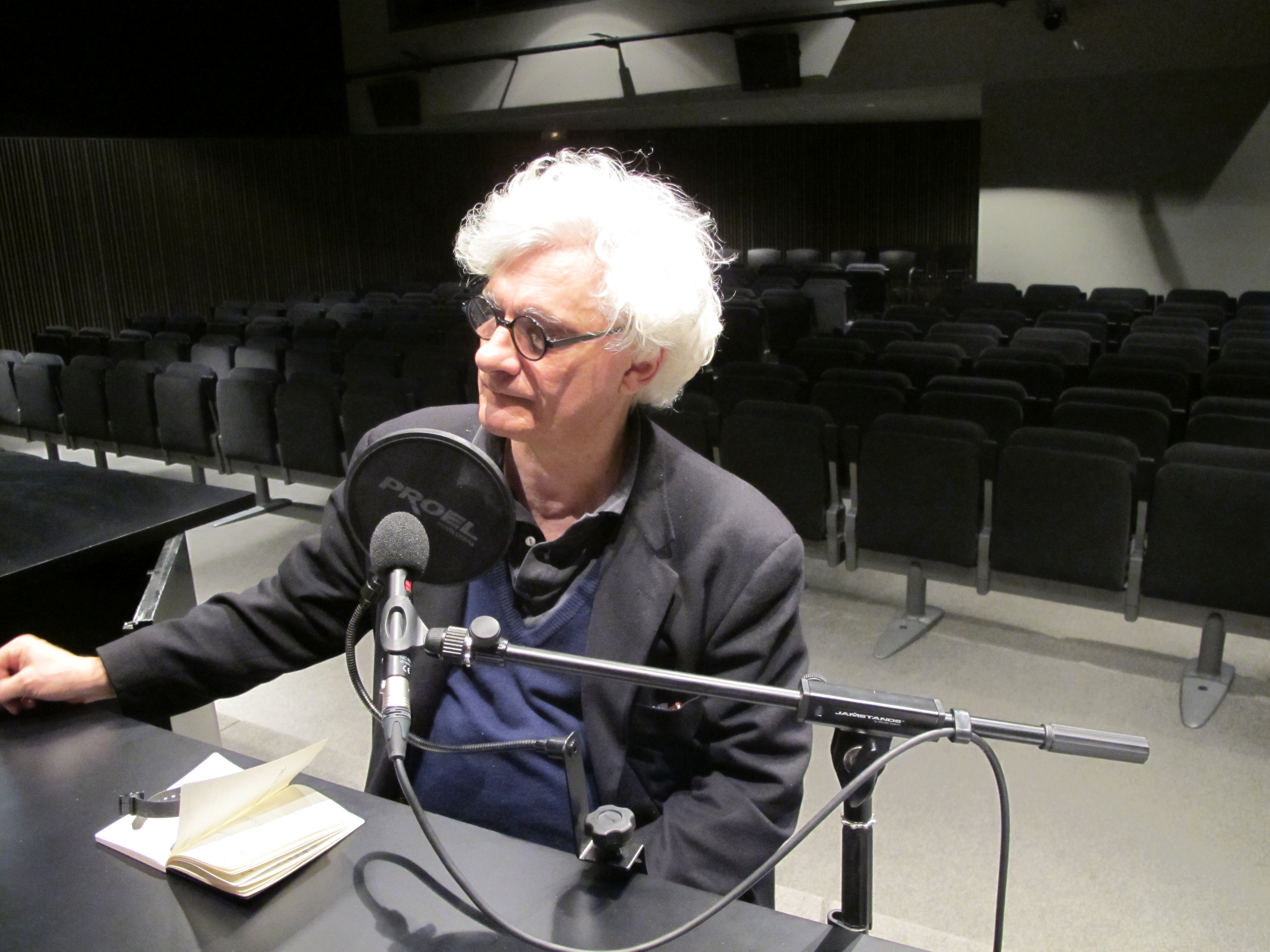
Franco Berardi tijdens een interview

Franco (Bifo) Berardi (Bologna, 2 november 1948) is een Italiaanse schrijver, filosoof en activist.
In de jaren zeventig speelde hij een leidende rol binnen de Italiaanse actiegroep Autonomia. Hij ontvluchtte Italië in 1976 en werkte in Parijs nauw samen met de Franse psychoanlyticus Félix Guattari. Sinds het begin van de jaren negentig richtte hij zich in zijn theoretische werk op de verhouding tussen informatietechnologie en arbeid. Volgens Berardi hoeft binnenkort niemand meer 'laaggeschoold' werk te doen.

## Biografie
Berardi (zijn bijnaam Bifo is een samentrekking van zijn achter- en voornaam) schreef zich op 14-jarige leeftijd in als lid van de Jeugdbeweging van de PCI, maar na drie jaar werd hij geroyeerd wegens 'partijvijandig optreden'. Hij maakte deel uit van de beweging van mei 1968, die zich ook naar landen als Italië had uitgebreid. Op de letterenfaculteit van de Universiteit van Bologna, waar hij Antonio Negri had leren kennen, streed hij voor meer rechten voor de arbeidersklasse. Ook was hij actief in de Autonomia-beweging, die hetzelfde doel nastreefde: arbeiders en intellectuelen zouden voortaan samen optrekken.
Hij studeerde af in de studierichting Esthetica en sloot zich aan bij Potere Operaio (Macht aan de arbeider), een linkse buitenparlementaire actiegroep die arbeiders in fabrieken aanspoorde zich te organiseren.
In 1976 werd hij gearresteerd op beschuldiging van deelname aan de Rode Brigades, waarvan hij een maand later werd vrijgesproken. Hij was een van de oprichters van Radio Alice, een radiozender die Berardi omschreef als een "mengeling van militante informatie en een kunstzinnig experiment, als protest tegen de massamedia." Het station zond uit vanuit Bologna en de redactie bestond uit een groep linkse activisten, die samenwerkte met kunstenaars. Berardi noemde het een poging om "uiteenlopende visies op de werkelijkheid samen te smelten" – een 'kortegolf-guerrillabeweging' tegen de door de staat gecontroleerde media.
Na een door Radio Alice georganiseerd feest, waar meer dan tienduizend mensen op afkwamen, dreigde Berardi opnieuw gearresteerd te worden. De politie beschuldigde hem ervan de verdeeldheid tussen de maatschappelijke klassen te bevorderen. Hij ontvluchtte Bologna en verhuisde naar Parijs. Daar kwam hij in contact met psycholoog en activist Félix Guattari en filosoof Michel Foucault.
A/traverso (Naar de andere kant) was de titel van een tijdschrift, dat Berardi in 1975 voor het eerst uitbracht. Het analyseerde de verhouding tussen de sociale beweging en communicatietechnologie. In 1978 publiceerde hij bij Seuil (uitgeverij) het boek Le Ciel est enfin tombé sur la terre, eveneens over hightech en klassenstrijd.
In de jaren tachtig keerde hij nog korte tijd terug naar Italië om zich uiteindelijk in New York te vestigen. Hij werkte aan een aantal kunsttijdschriften mee, zoals Metropoli (Rome), Semiotexte (New York) en Chimères (Gedeelde waanzin) (Parijs) in de jaren tachtig.
In 1990 was hij weer terug in Bologna. Hij werkte als docent op een middelbare school en schreef regelmatig artikelen voor Liberazione , het dagblad van de Partito della Rifondazione Comunista, dat in 2014 ophield te bestaan.
Op latere leeftijd nam hij afstand van het gedachtegoed van Lenin die het communisme als enige alternatief van het kapitalisme beschouwde. Maar, aldus Berardi, de almachtige staat is geen vriend van de vrijheid en de persoonlijke capaciteiten van de mens. 

## De slavernij van de arbeid
In 1970 publiceerde Franco Berardi zijn eerste boek, Contro il lavoro (Tegen het werk), over de slavernij van de arbeid. Het idee, dat de mens moet werken om te overleven is achterhaald, aldus Berardi. Dat moge eeuwen lang zo zijn geweest, zeker na de industriële revolutie, maar werk valt steeds meer samen met kennis. De voortschrijdende informatietechnologie moet, volgens hem, leiden tot de bevrijding van arbeid.
Tegelijkertijd, zo schrijft hij in zijn boek Futurability: The age of Impotence and the Horizon of Possibility (2017), onderwerpt automatisering de arbeiders aan de machines. Het resultaat van nieuwe ontdekkingen mag niet in handen vallen van door winst en markt gedreven bedrijven, zegt Berardi.
Hoe meer vaardigheden vervangen zijn door machines, des te minder functioneert het menselijk brein. Hoe meer kunstmatige intelligentie, hoe dommer we worden. Hiervan bewust te zijn is belangrijk, zegt hij, waarbij het de kunst is om het evenwicht te bewaren tussen technologie en menselijke intelligentie.
Berardi doet een oproep tot een bevrijding van het (bij)geloof in betaald werk. De filosoof pleit voor solidariteit tussen de 100 miljoen kenniswerkers; zij kunnen iedereen rijk maken, want IT maakt wat er nodig is. De macht behoort niet te liggen bij Google, Facebook en Microsoft. Silicon Valley, zegt Berardi, ligt niet in Californië, maar overal in de wereld. "Iedere hippie, punker, minnaar of ingenieur, iedere rebel met een laptop heeft toegang tot de geglobaliseerde wereld."

## Vernedering
De (witte) arbeidersklasse voelt zich machteloos, betoogt Berardi. In deze op competitie gerichte maatschappij is er een voortdurende angst om tot de verliezers te behoren. De opgang van leiders als Donald Trump, Nigel Farage en andere populisten valt te verklaren, omdat zij inspelen op deze gevoelens van vernedering. Zij werpen zich op als de wrekers van de mensen, die zich vernederd voelen en het idee hebben dat ze niet meer trots mogen zijn op zichzelf. Hun waardigheid is hen ontnomen en zij krijgen te horen dat het hun eigen schuld is, dat ze hun baan verloren hebben en dat ze arm zijn, zwak en dom.
De paradox is, volgens Berardi, dat de werkende klasse, na zoveel jaren neoliberale politiek, besloten heeft om de Donald Trump (Berardi noemt hem de Opper Vernederaar) tot haar president te kiezen. Hij ziet in Trump een overeenkomst met Adolf Hitler. Ook hij beloofde het Duitse volk wraak te zullen nemen voor de collectieve vernedering van de Eerste Wereldoorlog. Trump houdt zijn achterban voor dat zij 'helden en krijgers' zijn. Berardi waarschuwt dat deze stroming de wereld kan vernietigen. Hij noemt het geen populisme, maar fascisme.
Sommige van zijn linkse vrienden koesteren het idee om een links populisme in het leven te roepen. Links hoort een antwoord te geven op de 'schreeuw van het lijden'. Berardi verwerpt deze gedachte en ziet ondergane vernedering juist als startpunt voor verandering en transformatie. De vernederde moeten zijn waardigheid en autonomie heroveren.

## Gevolgen coronavirus
De Groene liet een aantal denkers aan het woord over de coronacrisis. Berardi schreef, onder de titel Voorbij de ineenstorting, dat de geschiedenis van nu af niet langer door de mens geschreven zal worden, maar door 'beestjes' (het coronavirus). En opeens, zo schrijft hij, is geld niet werkelijk belangrijk meer. Miljarden kunnen geen oplossingen verzinnen voor verlies aan gezondheid en banen. Het is het moment om opnieuw te bepalen, wat de concrete behoeften van dit moment zijn en van nut is voor een menselijk leven. Hij constateert ook dat de dood weer helemaal terug is in het discours en daarmee de wederopleving (van de kwetsbaarheid) van het menselijk lichaam. Hij spreekt de wens uit dat er na de langdurige lockdown in verband met de coronapandemie een nieuwe vorm van samenzijn zal ontstaan: "een beweging van solidariteit en tederheid".

## Publicaties
Berardi schreef een 25-tal boeken, hieronder een korte selectie:
- Mutazione e cyberpunk (1993)
- The soul at work: from alienation to autonomy (2009)
- The Uprising: On Poetry and Finance (2012)
- De dodelijke omhelzing van het kapitalisme (2016)
- Futurability: the age of impotence and the horizon of possibility (2017)

- Bibsys: 90052008
- Biblioteca Nacional de España: XX1659814
- Bibliothèque nationale de France: cb118913280 (data)
- Catàleg d'autoritats de noms i títols de Catalunya: 981058510544906706
- CiNii: DA16735695
- Gemeinsame Normdatei: 109418158
- International Standard Name Identifier: 0000 0001 1072 2830
- Library of Congress Control Number: n89602447
- Bibliotheek van het Japanse parlement: 01184448
- Nationale Bibliotheek van Tsjechië: jo2013772232
- Nationale Bibliotheek van Israël: 987007423592305171
- Nederlandse Thesaurus van Auteursnamen: 069082324
- Istituto Centrale per il Catalogo Unico: CFIV101325
- LIBRIS: 368280
- SNAC: w6n94xgs
- Système universitaire de documentation: 026719576
- Virtual International Authority File: 79020252
- WorldCat: E39PBJjMByDh8k6gwrrcrmfyVC